# Navy Cross
La Navy Cross (Croix de la Navy) est la plus haute décoration décernée par la Navy (la Navy Distinguished Service Medal lui était supérieure jusqu'en 1943) et la deuxième plus haute récompense américaine récompensant la valeur au combat après la Medal of Honor.
Elle est en général réservée aux membres de l'armée américaine faisant partie de la Navy, des Marines ou des garde-côtes mais peut néanmoins être offerte à des membres de l'armée de terre ou de l'air. Conçue par le sculpteur américain James Earle Fraser, elle a été établie par un acte du congrès le 4 février 1917 et a pris effet le 6 avril 1917. Elle est équivalente aux médailles US Army Service Cross (Armée de terre) et Air Force Cross (armée de l'air).

## Récipiendaires célèbres
Depuis les attentats du 11 septembre 2001, la médaille a été décernée 47 fois. En deux occasions, le nom du récipiendaire fut tenu secret, l'une pour un membre des SEAL qui dirigeait une unité en Afghanistan en 2009 et l'autre décernée à un sergent d'artillerie des Marines qui aurait été présent lors de l'attaque de Benghazi du 11 septembre 2012.

### United States Navy
- Clarence Wade McClusky[5]
- Benjamin McCandlish, 36e gouverneur de Guam[6]

### United States Coast Guard
- Frederick C. Billard[7]
- Raymond Evans[8]
- Elmer Fowler Stone[9]
- Philip Francis Roach[10]

### United States Marine Corp
- John Basilone

### Récipiendaires étrangers
- Émile Muselier,  France (1919)[11]
- Peter Phipps,  Nouvelle-Zélande (1943)[12]